# Championnats de France d'escrime 2023
Navigation
Édition précédente Édition suivante
Les championnats de France d'escrime 2023 se déroulent en deux parties :
- divisions nationales 2 et 3 (en individuel): les 27 mai et 28 mai à Nantes pour le fleuret, et les 3 juin et 4 juin à Châlons-en-Champagne pour l'épée et le sabre ;
- division nationale 1 (en individuel): en décembre 2023 ;
- par équipes, toutes divisions: en même temps que les individuels 2 et 3.

Les épreuves individuelles se déroulent le samedi, alors que les épreuves par équipes ont lieu le dimanche.
La particularité de cette année est la séparation des divisions : les divisions nationales 2 et 3 sont en fin de saison avec un lieu différent pour chaque arme, alors que la division nationale 1 individuelle est en fin d'année civile, les armes étant toutes réunies au même endroit au même moment. Ce système était déjà en place jusqu'en décembre 2008.

## Liste des épreuves
Comme chaque année, des circuits nationaux permettent de se qualifier aux Championnats de France.

### Sabre
La saison individuelle s'articule autour de :
- 5 circuits nationaux [2],[3],[4],[5],[6],[7],[8],[9],[10],[11],[12] ;
- les Championnats de France par division.

La saison par équipes s'articule autour de :
- un quart de finale : à Strasbourg le 27 novembre [13],[14],[15] ;
- une demi-finale : à Pau le 29 janvier[16],[17],[18] ;
- la finale des Championnats de France par division.

### Fleuret
La saison individuelle s'articule autour de :
- 5 circuits nationaux [19],[20],[21],[22],[23],[24],[25],[26],[27],[28] ;
- les Championnats de France par division.

La saison par équipes s'articule autour de :
- une épreuve nationale à Antony le 27 novembre (annulée[29]) ;
- la finale des Championnats de France par division.

### Épée
La saison individuelle s'articule autour de :
- 5 circuits nationaux (4 sur sélection pour les hommes, le dernier étant annulé[30]) [31],[32],[33],[34],[35],[36],[37],[38],[39] ;
- les championnats de France par division.

La saison par équipes masculine s'articule autour de :
- un quart de finale : à Fontaine les 3 décembre et 4 décembre en N1[40] et N2[41] ;
- une demi-finale : à Nantes les 15 avril et 16 avril en N1[42] et N2[43] ;
- la finale des Championnats de France par division.

La saison par équipes féminine s'articule autour de :
- 3 journées de Championnats en N1 et N2 (poule unique) : à Soissons le 15 janvier 2023[44],[45], Saint-Maur le 25 février (N1), Montélimar le 12 mars (N2) et Talence le 23 avril[46],[47] ;
- les Play Offs du Championnat de France par division (tableau éliminatoire).

### Podiums en images

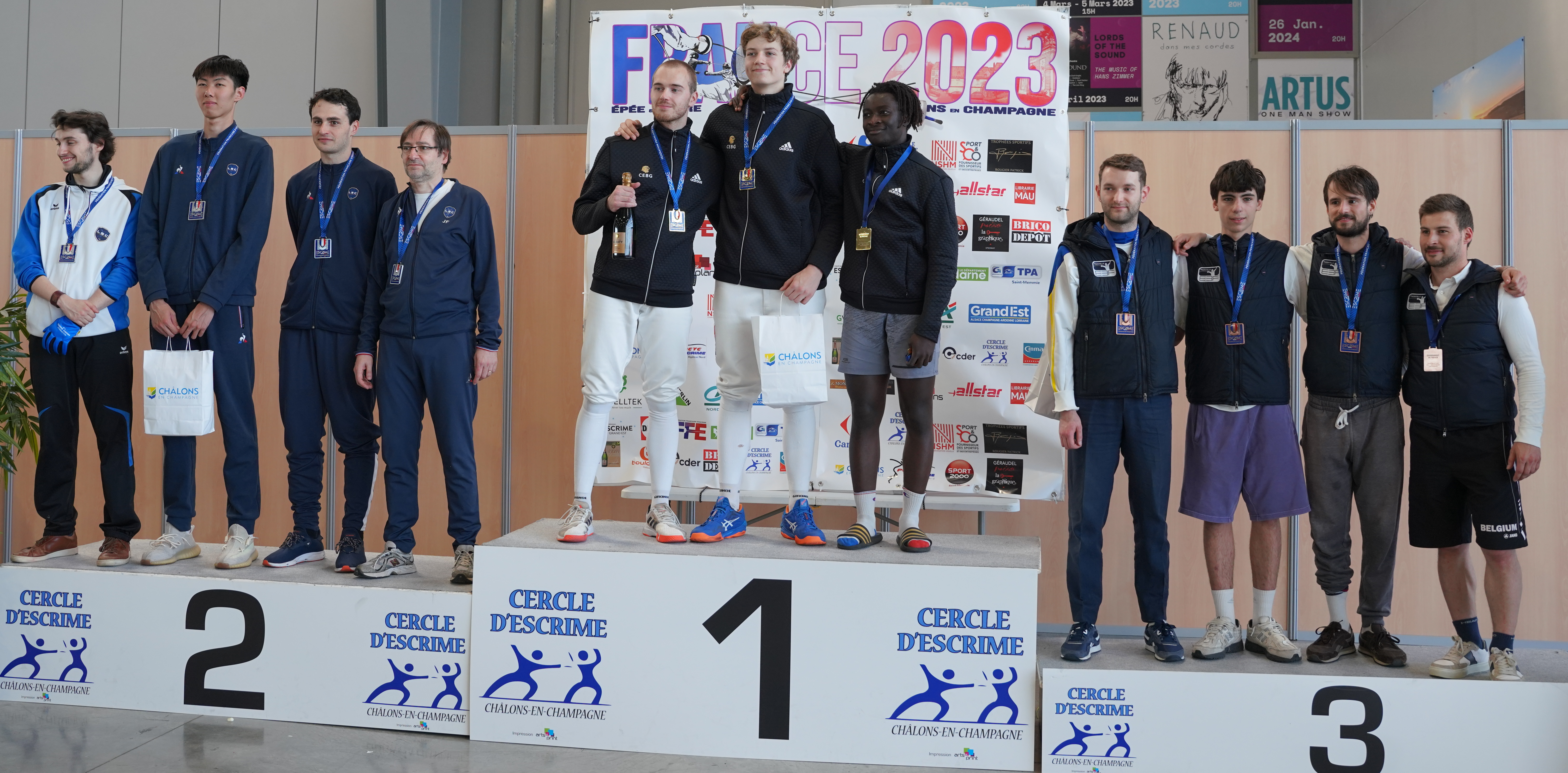
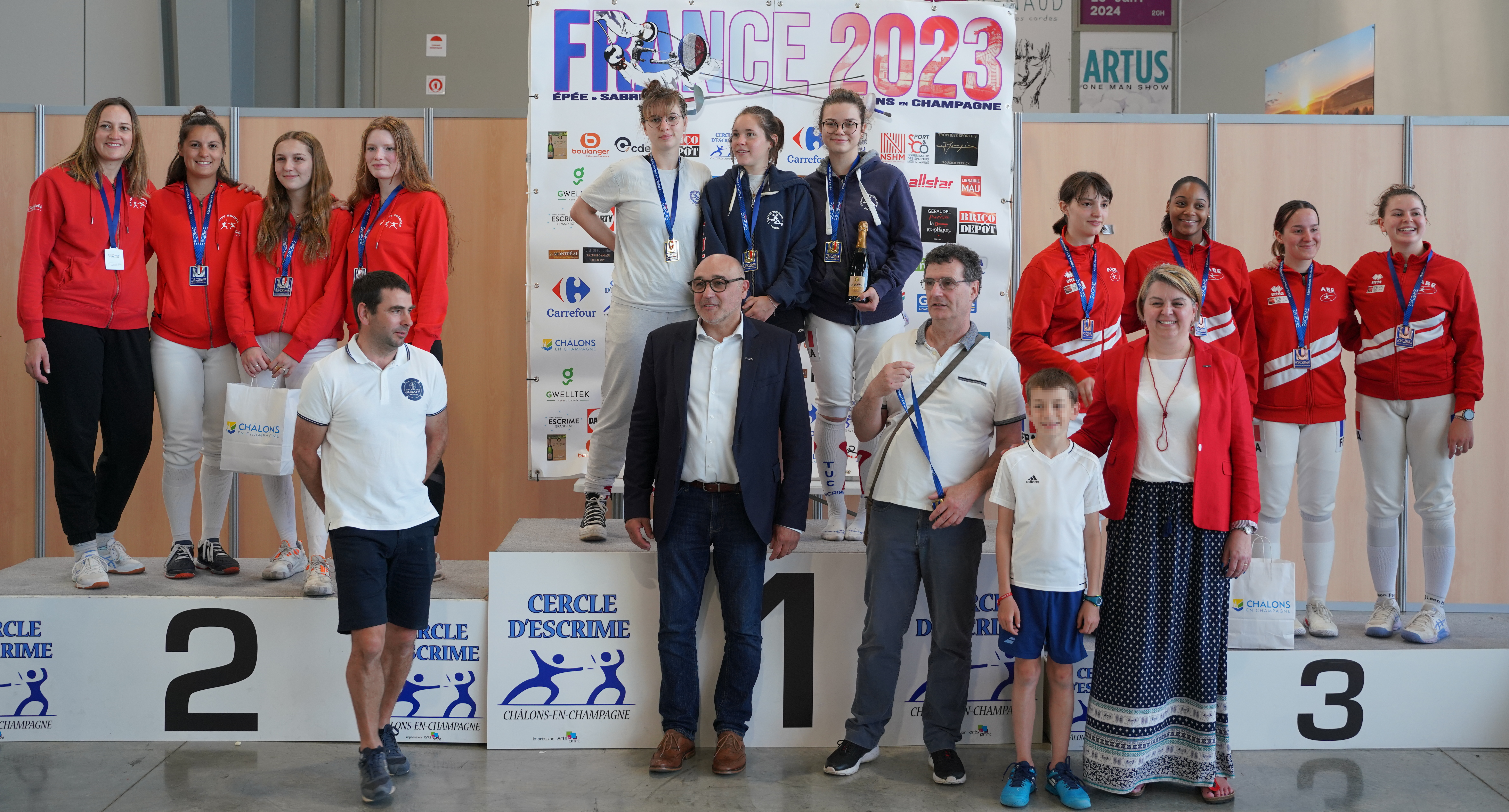
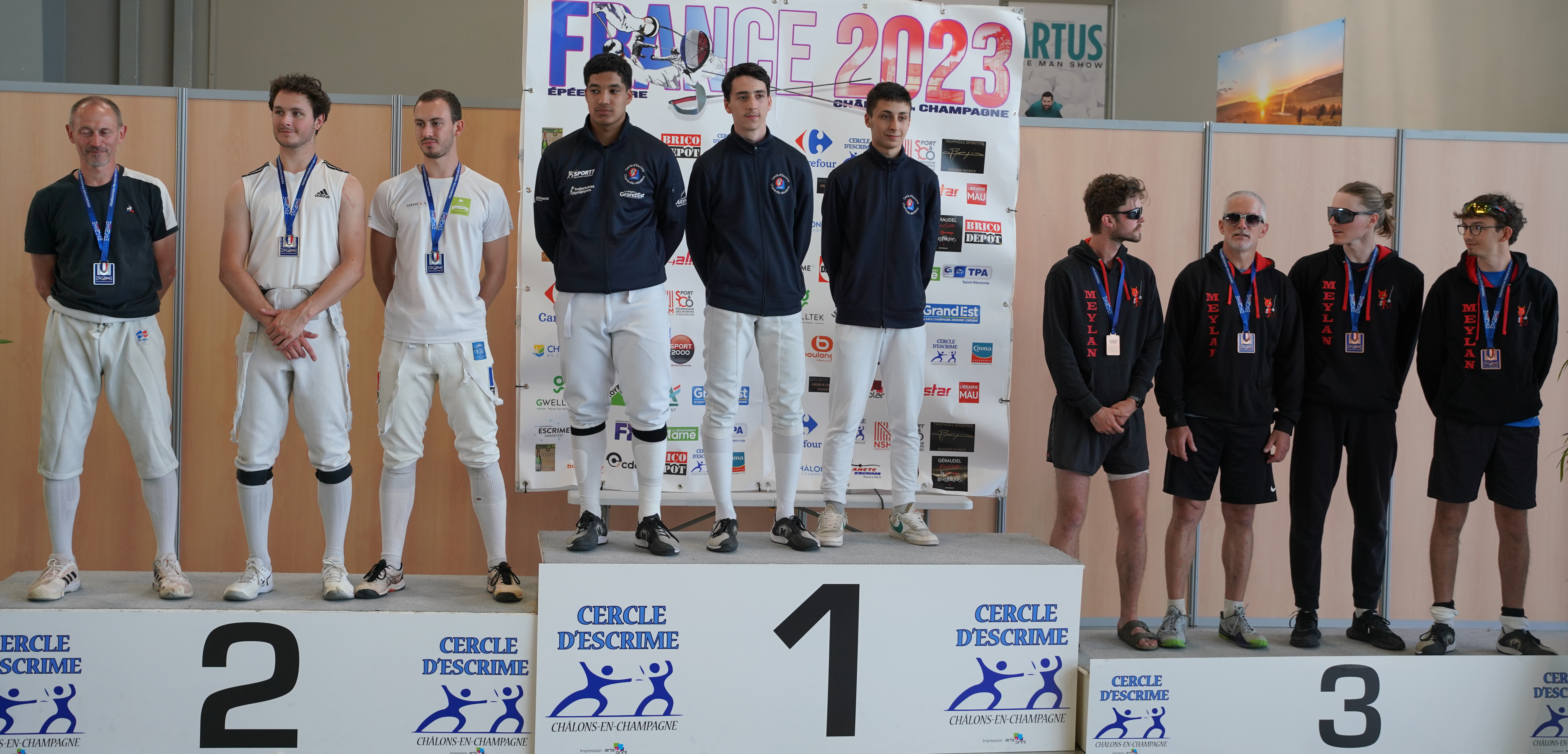

## Médaillés

### Sabre

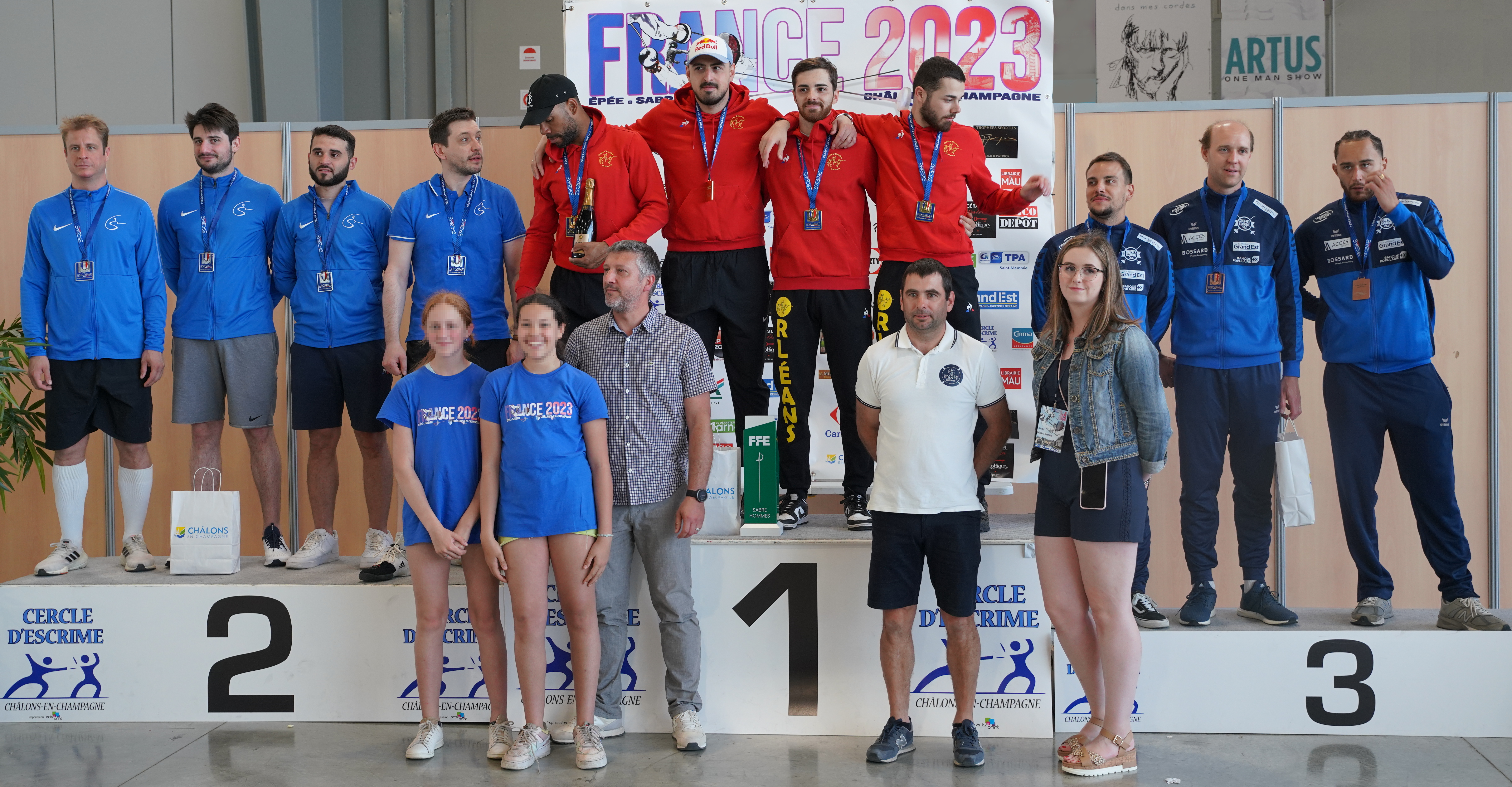
Orléans, Souffelweyersheim, Clamart.
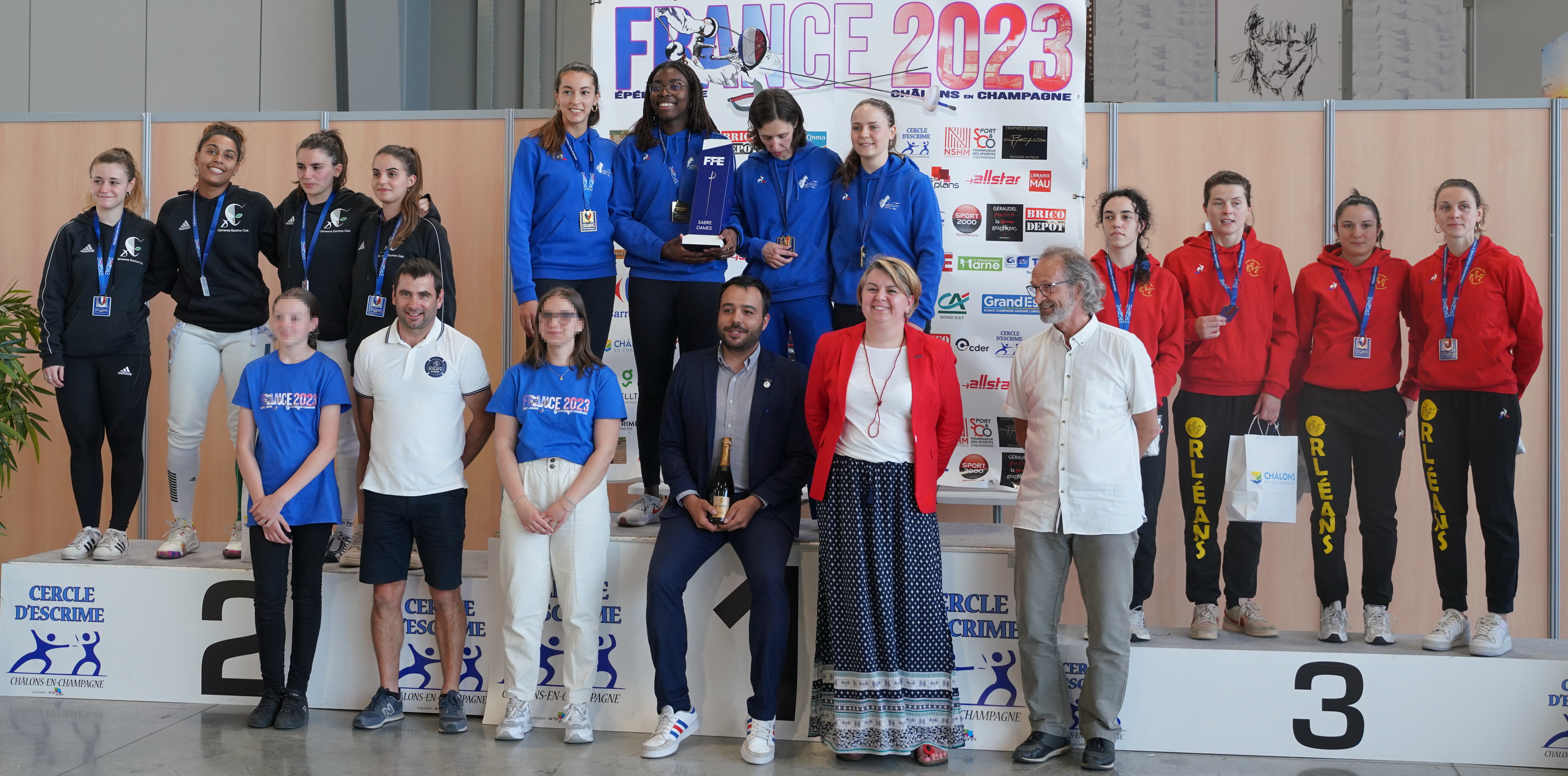
Gémenos, Strasbourg, Orléans.

| Épreuves            | Or                                                                                     | Argent                                                                                     | Bronze                                                                             |
| ------------------- | -------------------------------------------------------------------------------------- | ------------------------------------------------------------------------------------------ | ---------------------------------------------------------------------------------- |
| Sabre,              |                                                                                        |                                                                                            |                                                                                    |
| Hommes individuel,  | Maxime Pianfetti ATE Tarbes                                                            | Eliott Bibi Section paloise                                                                | Maxence Lambert Souffel EC Noé Berger Gémenos EC                                   |
| Hommes par équipes, | CE Orléans- Boladé Apithy - Sandro Bazadze - Sébastien Patrice - Jean-Philippe Patrice | Club d’escrime de Clamart- Naël Canali - Charles Colleau - Nikolász Iliász - Julien Pillet | Souffelweyersheim EC- Edouard Barloy - Maxence Lambert - Tom Seitz                 |
| Femmes individuel,  | Cécilia Berder CE Orléans                                                              | Malina Vongsavady Meylan Escrime Club                                                      | Caroline Quéroli CE Orléans Mathilde Mouroux ATE Tarbes                            |
| Femmes par équipes, | Strasbourg UC- Sara Balzer - Marie Debes - Solenne Mary - Sara Camille Noutcha         | Gémenos EC- Annah Couderc - Eléonore Perrier - Anne Poupinet - Margaux Rifkiss             | CE Orléans- Manon Apithy-Brunet - Cécilia Berder - Faustine Clapier - Louise Klein |

### Fleuret
| Épreuves            | Or                                                                                        | Argent                                                                                 | Bronze                                                                                           |
| ------------------- | ----------------------------------------------------------------------------------------- | -------------------------------------------------------------------------------------- | ------------------------------------------------------------------------------------------------ |
| Fleuret,            |                                                                                           |                                                                                        |                                                                                                  |
| Hommes individuel,  | Rafael Savin BLR 92                                                                       | Alexandre Ediri Antony SE                                                              | Pierre Loisel OGC Nice escrime Maximilien Chastanet Issy Mousquetaires                           |
| Hommes par équipes, | CE Melun Val de Seine- Enzo Lefort - Nick Itkin - Wallerand Roger - Paul-Antoine De Badts | BLR 92- Cheung Ka Long - Constant Roger - Rafael Savin - Jean-Paul Tony-Helissey       | Issy Mousquetaires- Maxime Pauty - Alexandre Sido - Alexander Choupenitch - Maximilien Chastanet |
| Femmes individuel,  | Pauline Ranvier CE Melun Val de Seine                                                     | Morgane Patru Team Fleuret                                                             | Éva Lacheray Montbeliard Coralie Brot CE Rueil Malmaison                                         |
| Femmes par équipes, | BLR 92- Ysaora Thibus - Leonie Ebert - Alice Recher - Jade Maréchal                       | OGC Nice- Francesca Palumbo - Solène Butruille - Constance Catarzi - Madina Tchokounte | CE Melun Val de Seine- Pauline Ranvier - Garance Roger - Camilla Mancini - Emma Mika             |

### Épée
| Épreuves            | Or                                                                                                 | Argent                                                                                      | Bronze                                                                                          |
| ------------------- | -------------------------------------------------------------------------------------------------- | ------------------------------------------------------------------------------------------- | ----------------------------------------------------------------------------------------------- |
| Épée,               | |                                                                                             |                                                                                                 |
| Hommes individuel,  | Paul Allègre Levallois                                                                             | Alex Fava Escrime Saint-Gratien                                                             | Kendrick Jean-Joseph Levallois Nathan Fougy Team ENE                                            |
| Hommes par équipes, | Escrime Saint-Gratien- Alex Fava - Nelson Lopez-Pourtier - Arthur Philippe - Jhon Édison Rodríguez | VGA Saint Maur- Hippolyte Bouillot - Romain Cannone - Clément Dorigo - Robin Siegfried      | Escrime Rodez Aveyron- Alexandre Bardenet - Aymerick Gally - Grabiel Lugo - Loukas Odorico      |
| Femmes individuel,  | Auriane Mallo-Breton Escrime Saint-Gratien                                                         | Lauren Rembi Paris UC                                                                       | Joséphine Jacques-André-Coquin Paris UC Camille Hermay Beauvais ACA                             |
| Femmes par équipes, | Levallois SC- Julia Caron - Alexandra Louis-Marie - Solène Mbiim - Coraline Vitalis                | Grenoble Parmentier Escrime- Renata Knapik-Miazga - Emma Lauvray - Aliya Luty - Océane Tahé | Paris UC- Marie-Florence Candassamy - Joséphine Jacques-André-Coquin - Ana Mesić - Lauren Rembi |